# Slow Down World
| 전문가 평가              | 전문가 평가 |
| 평가 점수                | 평가 점수   |
| 출처                     | 점수        |
| ------------------------ | ----------- |
| Allmusic                 | 2.5/별      |
| Christgau's Record Guide | C−          |

《Slow Down World》는 스코틀랜드의 싱어송라이터 도노반의 열세 번째 스튜디오 음반이자 전체 열다섯 번째 음반으로, 1976년 5월, 미국에서, 1976년 6월 4일, 영국에서 발매되었다.

## 배경
도노반은 지난 몇 번의 음반 발매를 통해 차트 성공을 기대하며 인기 있는 음반 프로듀서들을 잇달아 고용했다. 미키 모스트가 《Cosmic Wheels》, 앤드류 루그 올덤이 《Essence to Essence》, 노버트 퍼트넘이 《7-Tease》를 맡았다. 이 음반들의 성공은 기껏해야 온화했고, 도노반의 인기가 1960년대의 슈퍼스타덤에서 뚜렷하게 더 작은 팬층으로 이동했음을 나타낸다. 도노반은 다음 음반을 위해 직접 프로듀서 일을 맡아 당시의 대중적인 사운드와 정면으로 대립되는 곡들을 작곡함으로써 이러한 팬층을 포용하기로 결정했다. 《Slow Down World》가 약간의 낙관적인 숫자를 포함하고 있지만, 많은 노래들은 피곤하고 체념한 가사를 특징으로 한다.
《Slow Down World》의 두 곡은 도노반의 오랜 친구인 데롤 애덤스가 작곡했다. 애덤스는 도노반의 1968년 음반 《A Gift from a Flower to a Garden》에 수록된 〈Epistle to Derroll〉의 영향을 받았다. 도노반의 히트곡 〈There Is a Mountain〉은 여기서 다루어진 데롤 애덤스의 노래 중 하나인 〈The Mountain〉과 비슷한 가사를 가지고 있다.
《Slow Down World》는 미국 차트에서 174위를 기록하며 《Essence to Essence》의 성공에 필적했지만 도노반의 마지막 음반인 《7-Tease》의 성공에는 미치지 못했다. 더 중요한 것은, 《Slow Down World》가 그의 에픽 레코드 계약의 마지막 음반을 장식했다는 것이다. 레이블의 홍보 메커니즘에 접근하지 않고서는, 그는 다시는 차트의 성공이나 음반 판매량과 같은 수준을 달성하지 못했다.

## 곡 목록
모든 곡들은 도노반 리치에 의해 작사/작곡하였다.
| #  | 제목                            | 작사·작곡   | 재생 시간 |
| -- | ------------------------------- | ----------- | --------- |
| 1. | 〈Dark-Eyed Blue Jean Angel〉   |             | 3:50      |
| 2. | 〈Cryin' Shame〉                |             | 4:29      |
| 3. | 〈The Mountain〉                | 데롤 애덤스 | 3:32      |
| 4. | 〈Children of the World〉       |             | 3:22      |
| 5. | 〈My Love Is True (Love Song)〉 | 애덤스      | 3:41      |

| #  | 제목                      | 재생 시간 |
| -- | ------------------------- | --------- |
| 1. | 〈A Well Known Has-Been〉 | 7:25      |
| 2. | 〈Black Widow〉           | 5:44      |
| 3. | 〈Slow Down World〉       | 4:22      |
| 4. | 〈Liberation Rag〉        | 2:56      |